# ساراگوسا ۲۱۸۹
سیارک ۲۱۸۹ (به انگلیسی: 2189 Zaragoza، نامگذاری:1975QK) دو هزار و صد و هشتاد و نهمین سیارک کشف شده‌است که در ۳۰ اوت ۱۹۷۵ کشف شد.
قدر مطلق سیارک برابر ۱۲٫۸۰ است.